# Municipio de Washington (condado de Miami, Ohio)
El municipio de Washington (en inglés: Washington Township) es un municipio ubicado en el condado de Miami en el estado estadounidense de Ohio. En el año 2010 tenía una población de 1576 habitantes y una densidad poblacional de 26,94 personas por km².

## Geografía
El municipio de Washington se encuentra ubicado en las coordenadas 40°7′10″N 84°17′22″O / 40.11944, -84.28944. Según la Oficina del Censo de los Estados Unidos, el municipio tiene una superficie total de 58.51 km², de la cual 58.07 km² corresponden a tierra firme y (0.75%) 0.44 km² es agua.

## Demografía
Según el censo de 2010, había 1576 personas residiendo en el municipio de Washington. La densidad de población era de 26,94 hab./km². De los 1576 habitantes, el municipio de Washington estaba compuesto por el 96.89% blancos, el 0.76% eran afroamericanos, el 0.06% eran amerindios, el 1.02% eran asiáticos, el 0.06% eran isleños del Pacífico, el 0.25% eran de otras razas y el 0.95% pertenecían a dos o más razas. Del total de la población el 0.44% eran hispanos o latinos de cualquier raza.